# Kelojärvi (Karesuando socken, Lappland, 756150-179764)
Kelojärvi är en sjö i Kiruna kommun i Lappland och ingår i Torneälvens huvudavrinningsområde. Sjön har en area på 0,0912 kvadratkilometer och ligger 333,1 meter över havet. Kelojärvi ligger i Pessinki fjällurskog Natura 2000-område.

## Delavrinningsområde
Kelojärvi ingår i det delavrinningsområde (756009-180752) som SMHI kallar för Ovan Rukojoki. Medelhöjden är 342 meter över havet och ytan är 71,53 kvadratkilometer. Räknas de 4 avrinningsområdena uppströms in blir den ackumulerade arean 225,97 kvadratkilometer. Merasjoki som avvattnar avrinningsområdet har biflödesordning 3, vilket innebär att vattnet flödar genom totalt 3 vattendrag innan det når havet efter 335 kilometer. Avrinningsområdet består mestadels av skog (73 procent) och sankmarker (22 procent). Avrinningsområdet har 1,02 kvadratkilometer vattenytor vilket ger det en sjöprocent på 1,4 procent.